# Jinning
Jinning, tidigare stavat Chinning, är ett härad som lyder under Kunmings stad på prefekturnivå i Yunnan-provinsen i sydvästra Kina.